# Estação Angamos
A Estação Angamos é uma das estações do Metrô de Lima, situada em Lima, entre a Estação Cabitos e a Estação San Borja Sur. Administrada pela GyM y Ferrovías S.A., faz parte da Linha 1.
Foi inaugurada em 11 de julho de 2011. Localiza-se no cruzamento da Avenida Aviación com a Avenida Primavera. Atende o distrito de San Borja.